# Дискографія Block B
Південнокорейський бой-бенд Block B випустили два студійні альбоми, сім мініальбомів, вісім сингл-альбомів та 3 сингла.

## Альбоми

### Студійні альбоми
| Назва                                                                            | Деталі | Пікові позиції у чартах | Пікові позиції у чартах | Пікові позиції у чартах | Пікові позиції у чартах | Продажі                                  |
| Назва                                                                            | Деталі | KOR                     | JPN Oricon              | JPN Bil.                | US World                | Продажі                                  |
| Корейські                                                                        | Корейські | Корейські               | Корейські               | Корейські               | Корейські               | Корейські                                |
| -------------------------------------------------------------------------------- | --- | ----------------------- | ----------------------- | ----------------------- | ----------------------- | ---------------------------------------- |
| Blockbuster                                                                      | - Реліз: 17 жовтня 2012 - Лейбл: Stardom Entertainment, LOEN Entertainment - Формати: CD, завантаження музики | 4                       | —                       | —                       | 10                      | - Південна Корея: 48,923 - Японія: 1,358 |
| Японські                                                                         | |                         |                         |                         |                         |                                          |
| My Zone                                                                          | - Реліз: 26 жовтня 2016 - Лейбл: Seven Seasons, King Records - Формати: CD, CD+DVD                            | —                       | 7                       | 8                       | —                       | - Японія: 22,344                         |
| «—» релізи, що не потрапили у чарти або не були випущені у відповідних регіонах. | |                         |                         |                         |                         |                                          |

### Збірки
| Назва            | Деталі                                                                                          | Пікові позиції у чартах | Пікові позиції у чартах | Продажі          |
| Назва            | Деталі                                                                                          | KOR                     | JPN Oricon              | Продажі          |
| Японські         | Японські                                                                                        | Японські                | Японські                | Японські         |
| ---------------- | ----------------------------------------------------------------------------------------------- | ----------------------- | ----------------------- | ---------------- |
| Block B The Best | - Реліз: 20 червня 2018 - Лейбл: Seven Seasons, King Records - Формати: CD, завантаження музики | —                       | 14                      | - Японія: 3,669+ |

### Сингл-альбоми
| Назва                                                                            | Деталі                                                                                            | Пікові позиції у чартах | Пікові позиції у чартах | Пікові позиції у чартах | Продажі                  |
| Назва                                                                            | Деталі                                                                                            | KOR                     | JPN Oricon              | JPN Bil.                | Продажі                  |
| Корейські                                                                        | Корейські                                                                                         | Корейські               | Корейські               | Корейські               | Корейські                |
| -------------------------------------------------------------------------------- | ------------------------------------------------------------------------------------------------- | ----------------------- | ----------------------- | ----------------------- | ------------------------ |
| Do You Wanna B?                                                                  | - Реліз: 14 квітня 2011 - Лейбл: Brand New Stardom - Формат: цифрове завантаження                 | —                       | —                       | —                       | Н/Д                      |
| Jackpot                                                                          | - Реліз: 17 квітня 2014 - Лейбл: Seven Seasons, CJ E&M Music and Live - Формат: CD                | 1                       | —                       | —                       | - Південна Корея: 27,421 |
| Японські                                                                         |                                                                                                   |                         |                         |                         |                          |
| Very Good                                                                        | - Реліз: 21 січня 2015 - Лейбл: Seven Seasons, King Records - Формат: CD, цифрове завантаження    | —                       | 5                       | 7                       | - Японія: 34,311         |
| H.E.R                                                                            | - Реліз: 27 травня 2015 - Лейбл: Seven Seasons, King Records - Формат: CD, цифрове завантаження   | —                       | 7                       | 10                      | - Японія: 30,722         |
| Jackpot                                                                          | - Реліз: 24 лютого 2016 - Лейбл: Seven Seasons, King Records - Формат: CD, цифрове завантаження   | —                       | 5                       | 7                       | - Японія: 25,683         |
| Toy                                                                              | - Реліз: 15 червня 2016 - Лейбл: Seven Seasons, King Records - Формат: CD, цифрове завантаження   | —                       | 2                       | 4                       | - Японія: 47,303         |
| Yesterday                                                                        | - Реліз: 29 березня 2017 - Лейбл: Seven Seasons, King Records - Формат: CD, цифрове завантаження  | —                       | 7                       | 17                      | - Японія: 20,653         |
| Японські (Як Block B Project-1, без Зіко та Кьона)                               |                                                                                                   |                         |                         |                         |                          |
| Project-1 EP                                                                     | - Реліз: 20 вересня, 2017 - Лейбл: Seven Seasons, King Records - Формат: CD, цифрове завантаження | —                       | 7                       | 76                      | - Японія: 7,259          |
| «—» релізи, що не потрапили у чарти або не були випущені у відповідних регіонах. |                                                                                                   |                         |                         |                         |                          |

## Мініальбоми
| Назва                                                                            | Деталі | Пікові позиції у чартах | Пікові позиції у чартах | Пікові позиції у чартах | Пікові позиції у чартах | Продажі                  |
| Назва                                                                            | Деталі | KOR                     | JPN Oricon              | JPN Bil.                | US World                | Продажі                  |
| Корейські                                                                        | Корейські | Корейські               | Корейські               | Корейські               | Корейські               | Корейські                |
| -------------------------------------------------------------------------------- | --- | ----------------------- | ----------------------- | ----------------------- | ----------------------- | ------------------------ |
| New Kids on the Block                                                            | - Реліз: 23 червня 2011 - Лейбли: Brand New Stardom, LOEN Entertainment - Формати: CD, цифрове завантаження                                                | 3                       | —                       | —                       | —                       | - Південна Корея: 24,598 |
| Welcome to the Block                                                             | - Реліз: 2 лютого 2012 - Перевипущено: 30 квітня 2012 - Лейбл: Stardom Entertainment, LOEN Entertainment - Формати: CD, цифрове завантаження               | 3                       | —                       | —                       | —                       | - Південна Корея: 54,674 |
| Very Good                                                                        | - Реліз: 2 жовтня 2013 - Лейбл: Seven Seasons, CJ E&M Music and Live - Формати: CD, цифрове завантаження                                                   | 1                       | —                       | —                       | 6                       | - Південна Корея: 64,604 |
| H.E.R                                                                            | - Реліз: 24 липня 2014 - Перевипущено: 3 вересня 2014 (Спеціальна версія) - Лейбл: Seven Seasons, CJ E&M Music and Live - Формат: CD, цифрове завантаження | 2                       | —                       | —                       | 6                       | - Південна Корея: 86,547 |
| Blooming Period                                                                  | - Реліз: 11 квітня 2016 - Лейбл: Seven Seasons, CJ E&M Music and Live - Формат: CD, цифрове завантаження                                                   | 1                       | 52                      | 81                      | 4                       | - Південна Корея: 56,737 |
| Montage                                                                          | - Реліз: 7 листопада 2017 - Перевипущено (Re: Montage): 8 січня 2018 - Лейбл: Seven Seasons - Формати: CD, цифрове завантаження                            | 5                       | —                       | —                       | 11                      | - Південна Корея: 51,472 |
| Японські                                                                         | |                         |                         |                         |                         |                          |
| Montage ~Japan Edition~                                                          | - Реліз: 6 грудня 2017 - Лейбл: King Records - Формати: CD, цифрове завантаження                                                                           | —                       | 7                       | 10                      | —                       | - Японія: 13,853         |
| «—» релізи, що не потрапили у чарти або не були випущені у відповідних регіонах. | |                         |                         |                         |                         |                          |

## Сингли
| Назва | Рік  | Пікові позиції у чартах | Пікові позиції у чартах | Пікові позиції у чартах | Продажі                           | Альбом                            |
| Назва | Рік  | KOR                     | KOR Bil.                | US World                | Продажі                           | Альбом                            |
| --- | ---- | ----------------------- | ----------------------- | ----------------------- | --------------------------------- | --------------------------------- |
| «Freeze!» (그대로 멈춰라!) | 2011 | 70                      | —                       | —                       | - Південна Корея (DL): 100,043+   | Do U Wanna B?                     |
| «Wanna B» | 2011 | —                       | —                       | —                       |                                   | Do U Wanna B?                     |
| «Tell Them» (가서 전해) | 2011 | 103                     | —                       | —                       | - Південна Корея (DL): 118,682+   | New Kids On The Block             |
| «NalinA» (난리나) | 2012 | 11                      | 15                      | 3                       | - Південна Корея (DL): 1,810,071+ | Welcome To The Block              |
| «I'll Close My Eyes» (눈감아줄께) | 2012 | 10                      | 20                      | —                       | - Південна Корея (DL): 313,725+   | Welcome To The Block (repackaged) |
| «Nillili Mambo» (닐리리맘보) | 2012 | 10                      | 10                      | 6                       | - Південна Корея (DL): 1,061,419+ | Blockbuster                       |
| «Be the Light» (빛이 되어줘) | 2013 | 14                      | 25                      | 6                       | - Південна Корея (DL): 295,986+   | Very Good                         |
| «Very Good» | 2013 | 6                       | 10                      | 4                       | - Південна Корея (DL): 535,031+   | Very Good                         |
| «Jackpot» | 2014 | 5                       | Н/Д*                    | 7                       | - Південна Корея (DL): 681,537+   | H.E.R                             |
| «H.E.R» | 2014 | 2                       | Н/Д*                    | 4                       | - Південна Корея (DL): 1,535,923  | H.E.R                             |
| «A Few Years Later» (몇 년 후에) | 2016 | 3                       | Н/Д*                    | 6                       | - Південна Корея (DL): 529,850+   | Blooming Period                   |
| «Toy» | 2016 | 2                       | Н/Д*                    | 5                       | - Південна Корея (DL): 913,927+   | Blooming Period                   |
| «Yesterday» | 2017 | 1                       | Н/Д*                    | 5                       | - Південна Корея (DL): 1,128,432+ | Сингл без альбому                 |
| «Shall We Dance» | 2017 | 17                      | 98                      | 5                       | - Південна Корея (DL): 168,928+   | Montage                           |
| «Don't Leave» (떠나지마요) | 2018 | 30                      | 28                      | —                       |                                   | Re: Montage                       |
| «—» релізи, що не потрапили у чарти або не були випущені у відповідних регіонах. У 2014 Billboard припинив оновлювати K-pop Hot 100, однак у грудні 2017 продовжив. У січні 2018 Gaon припинив показувати кількість завантажень онлайн. |      |                         |                         |                         |                                   |                                   |

## Саундтреки
| Назва                                                                            | Рік  | Пікові позиції у чартах | Пікові позиції у чартах | Альбом                  |
| Назва                                                                            | Рік  | KOR                     | KOR Bil.                | Альбом                  |
| -------------------------------------------------------------------------------- | ---- | ----------------------- | ----------------------- | ----------------------- |
| «Ppappappappa» (빠빠빠빠)                                                        | 2011 | —                       | —                       | All My Love Special OST |
| «Burn Out»                                                                       | 2012 | 45                      | 88                      | Ghost OST               |
| «Your Umbrella» (너의 우산)                                                      | 2012 | 95                      | 72                      | The Thousandth Man OST  |
| «Secret Door (Org Ver.)»                                                         | 2014 | 96                      | —                       | Secret Door OST         |
| «—» релізи, що не потрапили у чарти або не були випущені у відповідних регіонах. |      |                         |                         |                         |

## Інші пісні
| Назва | Рік  | Пікові позиції у чартах | Пікові позиції у чартах | Продажі                         | Альбом                           |
| Назва | Рік  | KOR                     | KOR Bil.                | Продажі                         | Альбом                           |
| --- | ---- | ----------------------- | ----------------------- | ------------------------------- | -------------------------------- |
| «Synchronization 100 %» | 2012 | 62                      | 32                      | - Південна Корея (DL): 57,109+  | Welcome to the Block             |
| «Did You or Did You Not» | 2012 | 80                      | 70                      | - Південна Корея (DL): 56,908+  | Welcome to the Block             |
| «Action» | 2012 | 108                     | —                       |                                 | Welcome to the Block             |
| «LOL» | 2012 | 113                     | 98                      |                                 | Welcome to the Block             |
| «ACTION (RMX)» | 2012 | 191                     | —                       |                                 | Welcome to the Block (Repackage) |
| «Romantically» | 2012 | 51                      | 29                      | - Південна Корея (DL): 115,481+ | Blockbuster                      |
| «Where Are You» | 2012 | 57                      | 47                      | - Південна Корея (DL): 102,255  | Blockbuster                      |
| «11:30» | 2012 | 58                      | 55                      | - Південна Корея (DL): 99,987   | Blockbuster                      |
| «Movie's Over» | 2012 | 68                      | 76                      | - Південна Корея (DL): 86,114+  | Blockbuster                      |
| «Mental Breaker» | 2012 | 69                      | 87                      | - Південна Корея (DL): 84,842+  | Blockbuster                      |
| «No Joke» | 2012 | 71                      | 97                      | - Південна Корея (DL): 82,387+  | Blockbuster                      |
| «Interlude» | 2012 | 135                     | —                       |                                 | Blockbuster                      |
| «Halo» | 2012 | 175                     | —                       |                                 | Blockbuster                      |
| «Did You or Did You Not» | 2012 | 185                     | —                       |                                 | Blockbuster                      |
| «When Where How» | 2013 | 20                      | 48                      | - Південна Корея (DL): 125,016+ | Very Good                        |
| «Nice Day» | 2013 | 26                      | 57                      | - Південна Корея (DL): 60,287+  | Very Good                        |
| «Very Good (Inst.)» | 2013 | 180                     | —                       |                                 | Very Good                        |
| «Extraordinary Woman» (보기 드문 여자)                                                                                                 | 2014 | 16                      | Н/Д                     | - Південна Корея (DL): 339,779+ | H.E.R                            |
| «Hold Me Now» (이제 날 안아요) | 2014 | 28                      | Н/Д                     | - Південна Корея (DL): 97,617+  | H.E.R                            |
| «Very Good (Rough Ver.)» | 2014 | 80                      | Н/Д                     | - Південна Корея (DL): 24,758+  | H.E.R                            |
| «Walkin' in the Rain» | 2016 | 16                      | Н/Д                     | - Південна Корея (DL): 257,436+ | Blooming Period                  |
| «It Was Love» (사랑이었다) | 2016 | 17                      | Н/Д                     | - Південна Корея (DL): 254,153+ | Blooming Period                  |
| «Bingle Bingle» (빙글빙글) | 2016 | 52                      | Н/Д                     | - Південна Корея (DL): 52,855+  | Blooming Period                  |
| «My Zone» | 2017 | 80                      | Н/Д                     | - Південна Корея (DL): 25,675+  | Montage                          |
| «일방적이야 (One Way)» | 2017 | 59                      | Н/Д                     | - Південна Корея (DL): 31,764+  | Montage                          |
| «이렇게 (Like This) (Vocal Unit)» | 2017 | —                       | Н/Д                     | - Південна Корея (DL): 16,413+  | Montage                          |
| «—» релізи, що не потрапили у чарти або не були випущені у відповідних регіонах. * У 2014 Billboard припинив оновлювати K-pop Hot 100. |      |                         |                         |                                 |                                  |

## Музичні відео
| Рік       | Назва                         | Альбом                           | Режисер(и)         |
| Корейські | Корейські                     | Корейські                        | Корейські          |
| --------- | ----------------------------- | -------------------------------- | ------------------ |
| 2011      | «Freeze»                      | Do U Wanna B?                    | METAOLOS           |
| 2011      | «Tell Them»                   | New Kids On The Block            | Zanybros           |
| 2012      | «NalinA»                      | Welcome To The Block             | Purple Straw Films |
| 2012      | «Close My Eyes»               | Welcome To The Block (Repackage) | Невідомо           |
| 2012      | «Action (RMX)»                | Welcome To The Block (Repackage) | Невідомо           |
| 2012      | «Nillili Mambo»               | Blockbuster                      | Purple Straw Films |
| 2013      | «Very Good»                   | Very Good                        | Purple Straw Films |
| 2013      | «Be The Light»                | Very Good                        | Purple Straw Films |
| 2014      | «Jackpot»                     | H.E.R                            | Purple Straw Films |
| 2014      | «H.E.R»'                      | H.E.R                            | Tiger Cave         |
| 2016      | «A Few Years Later»           | Blooming Period                  | Tiger Cave         |
| 2016      | «Toy»                         | Blooming Period                  | Lumpens            |
| 2017      | «Yesterday»                   | Сингл без альбому                | Tiger Cave         |
| 2017      | «Shall We Dance»              | Montage                          | Han Samin          |
| 2018      | «Don't Leave»                 | RE: Montage                      | SUNNYVISUAL        |
| Японські  |                               |                                  |                    |
| 2015      | «Very Good (Японська версія)» | My Zone                          | Takeshi Maruyama   |
| 2015      | «H.E.R (Японська версія)»     | My Zone                          | Невідомо           |
| 2016      | «Jackpot (Японська версія)»   | My Zone                          | Purple Straw Films |
| 2016      | «Toy (Японська версія)»       | My Zone                          | Lumpens            |
| 2016      | «My Zone»                     | My Zone                          | Yeom Ji Been       |
| 2017      | «Yesterday (Японська версія)» | Сингл без альбому                | Tiger Cave         |